# Tim LaHaye
Dr. Tim LaHaye (27. dubna 1926, Detroit, Spojené státy americké – 25. července 2016) byl křesťanský autor a řečník, je zakladatelem Tim LaHaye Ministries, Pre-Trib Research Center a spoluautorem série knih Ponechání napospas (anglicky Left Behind), podle kterých byly natočeny také 3 filmy.

## Pre-Trib Research Center
Pre-Trib Research Center je zaměřené na výklad biblických proroctvích, týkající se především událostí „Poslední doby“, tedy eschatologie. Na článcích uveřejněných na stránkách centra se významní křesťanští učitelé vyjadřují zejména k tématům "Vytržení církve" a k událostem, které by měly následovat v sedmi letech před návratem Krista na zem.
Na základě těchto biblických proroctvích napsal Tim LaHaye spolu s Jerry Jenkinsem sérii Left Behind.

## Ponecháni napospas
Série Ponecháni napospas obsahuje následující tituly (do češtiny byly přeloženy první tři knihy pod názvem Ponecháni napospas, Bojovníci trýzně a Nicolae, které vydal Knižní klub. Další díly amatérsky překládá Karel Přecechtěl (viz wwww.karelpre.webgarden.cz; wwww.facebook.com/leftbehindcz).
Tituly v angličtině / český název:
- Left Behind / Ponecháni napospas
- Tribulation Force / Bojovníci trýzně
- Nicolae / Nicolae
- Soul Harvest / Sklizeň duší
- Apollyon / Apollyon
- Assassins / Atentítníci
- The Indwelling / Vtělení
- The Mark / Cejch šelmy
- Desacration / Znesvěcení
- The Remnant / Pozůstatek
- Armageddon / Armagedon
- Glorious Appearing /Slavný příchod
- Kingdom Come

Dle série byly natočeny 3 filmy: Left Behind, Left Behind – Tribulation Force a Left Behind – World at War a také existuje dětská varianta této série. Tyto knihy se dají v ČR zapůjčit v křesťanské knihovně v Praze.

### Děj série
Série začínají vzpomínkou na bitvu prorokovanou v Ezechielovi 38. a 39. kapitole (autoři z Pre-Trib Research Center nezastávají názor, že by k této bitvě muselo nutně dojít před vytržením), při které jsou zcela zničeny armády národů, které se pokusí vyhladit Izrael. Nějakou dobu poté dojde k "vytržení" církve — v jediném okamžiku zmizí na celém světě všichni opravdoví křesťané, z čehož vznikne obrovský chaos. V této chvíli vstupuje na scénu Antikrist, který slibuje situaci řešit. Po podepsání sedmileté mírové smlouvy se začnou naplňovat proroctví sepsaná v knize Zjevení – dohromady 21 událostí – v knize Zjevení jsou uvedeny pod pečeťmi, trubkami, na které troubí andělé a nádobami. Hrdinové knihy, kteří byli po vytržení ponecháni na zemi, se postupně obracejí k Bohu a společně čelí přírodním a dalším katastrofám – válce, obrovskému zemětřesení, částečnému zatmění slunce, měsíce a hvězd a dalším. Uprostřed sedmi let Antikrist zabije dva proroky, kteří káží v Jeruzalémě – ti následně vstanou z mrtvých a vstoupí na nebe, Antikrist znesvětí znovu postavený židovský chrám, je smrtelně zraněn a zázračně ožije a pak nastane období opravdového "velkého soužení" (v AJ "Tribulation" – proto Pre-Tribulation Research Centre), kdy jsou křesťané pronásledováni, zemi postihnou další katastrofy, každý, kdo chce kupovat a prodávat musí mít na čele nebo na ruce znamení šelmy (666) – svět se rozdělí na ty, kdo uctívají Antikrista a ty, kdo očekávají na návrat Krista. Vrcholem je bitva u Armagedonu na samém závěru sedmi let – Kristus se pak triumfálně vrátí na Zemi, aby tisíc let panoval v tzv. tisíciletém království (Miléniu) – na jeho samém závěru dojde ještě k poslednímu střetu, kdy je Satan na chvíli vypuštěn a zosnovuje útok proti Kristu a jeho věrným a je jednou provždy poražen.